# Korado Korlević
Korado Korlević (Parenzo, 19 settembre 1958) è un astronomo croato.
Prolifico scopritore di asteroidi (1197 fino al gennaio 2007), ha scoperto anche due comete periodiche, la 183P/Korlevic-Juric e la 203P/Korlevic.

## Carriera
Korlević ha cominciato ad occuparsi di astronomia durante i suoi studi all'Università di Pola entrando a far parte di un'associazione astrofila locale, negli anni seguenti ha imparato a costruire telescopi e ha cominciato ad insegnare Astronomia ai neofiti e agli insegnanti presso l'associazione astrofila di Visignano. Nel 1981 Korlević si è laureato in
Pedagogia all'Università di Fiume. Verso la fine degli anni ottanta dopo aver insegnato nelle scuole superiori, fu uno dei cofondatori della Scuola jugoslava di Astronomia, più tardi conosciuta come la Scuola d'Astronomia di Visignano: al suo interno poté studiare più approfonditamente le meteore e gli asteroidi.
Korlević ha svolto un ruolo centrale nella creazione dell'International Meteor Organization (I.M.O.).
Korlević ha partecipato alla prima spedizione internazionale al sito della Tunguska: a seguito dei risultati ottenuti da questa spedizione, Korlević si attivò per sostituire il telescopio dell'Osservatorio di Visignano danneggiato durante gli eventi bellici del luglio 1991 - gennaio 1992: nel 1995 il nuovo telescopio entrava in funzione scoprendo numerosi asteroidi e due comete, la 183P/Korlevic-Juric e la 203P/Korlevic.
Korlević ha giocato anche un ruolo notevole nella creazione del Meeting on asteroids and comets in Europe (MACE), un gruppo informale che organizza congressi a cadenza biennale tra astronomi e astrofili che si occupano di studi e ricerche sui corpi minori del Sistema Solare (gli asteroidi, le comete e i meteoroidi): il primo di tali meeting si svolse a Visignano tra il 17 e il 19 maggio 2002.

## Attività nella divulgazione e didattica
Korlević è stato l'editore di Nebeske krijesnice, un bollettino di Astronomia, ed è un apprezzato autore di articoli astronomici in materia di asteroidi, comete, meteoritica ed impatti meteorici. Uno dei principali scopi dell'attività attuale di Korlević, è l'insegnamento dell'Astronomia e il far nascere ed alimentare nei giovani l'interesse verso di essa, al raggiungimento di tali fini Korlević dedica molto del suo tempo.

## Riconoscimenti
- Premio "San Mauro" dalla città di Parenzo per meriti educativi
- Edgar Wilson Award 1999 per la scoperta della cometa 183P/Korlevic-Jurić
- Edgar Wilson Award 2000 per la scoperta della cometa 203P/Korlević
- Ivan Filipović Award 2002 dal Ministero dell'Educazione croato
- The Red Dragon of Istrakon (2005)[1]

L'asteroide 10201 Korado è stato così chiamato in suo onore.